# Інтерфейс користувача

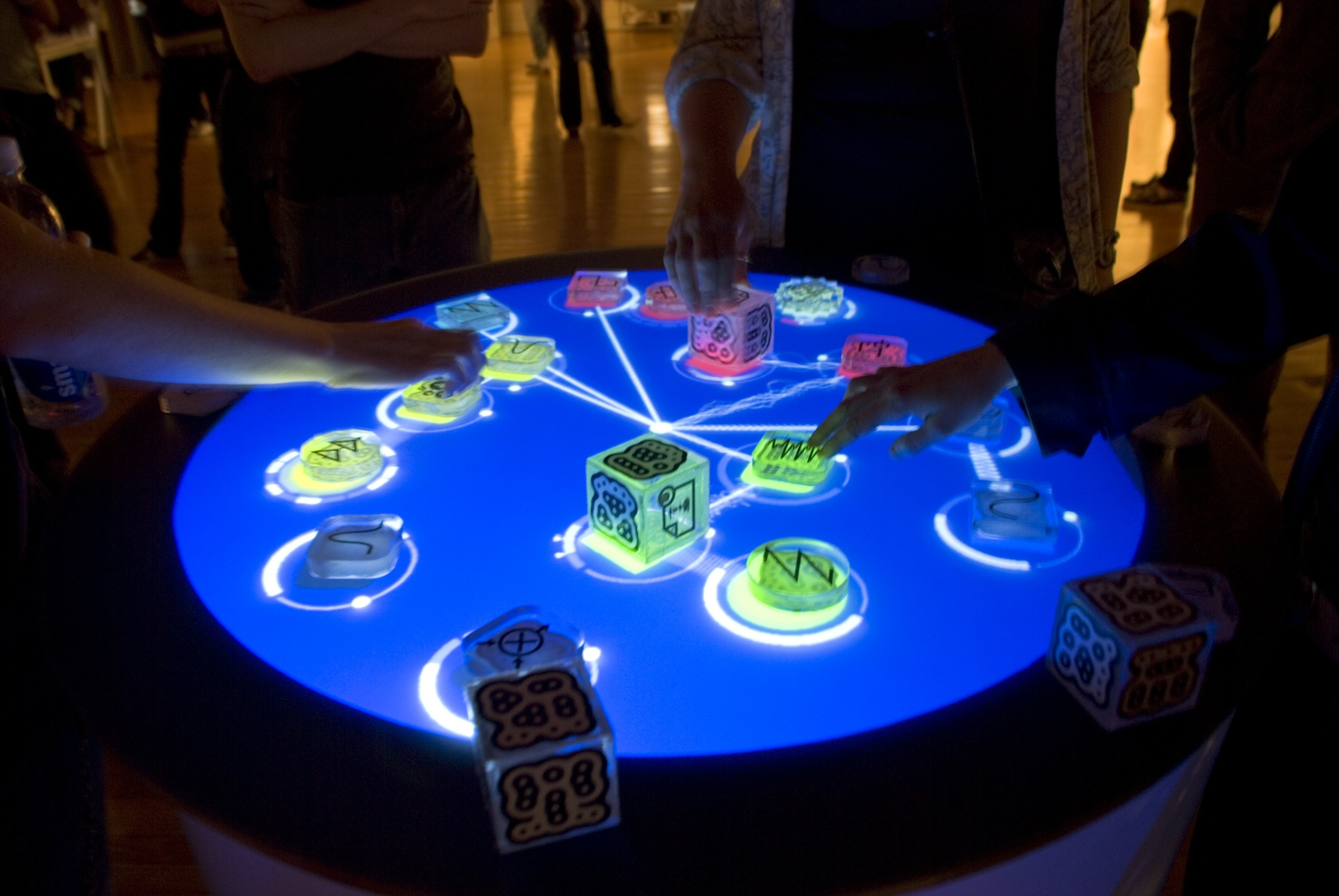
Приклад дотикового інтерфейсу користувача

Інтерфе́йс користувача́ (скорочено ІК), (англ. user interface, UI) — засіб зручної взаємодії користувача (людини) з інформаційною системою. Його основною метою, є сприяння зручній співпраці з системою без потреби в глибоких технічних знаннях. Більш розлого, інтерфейс користувача — це сукупність засобів для оброблення та відбиття інформації, якнайбільше пристосованих для зручності користувача. У графічних системах інтерфейс користувача, втілюється багатовіконним улаштуванням, змінами кольору, розміру, видимості (прозорість, напівпрозорість, невидимість) вікон, їхнім розташуванням, упорядкуванням елементів, гнучкими налагодженнями як самих вікон, так і окремих їхніх складових (файли, теки, ярлики, шрифти тощо), доступністю багатокористувацьких налаштувань.

## Загальне
Інтерфейс користувача, в галузі промислового дизайну, взаємодії між людиною та комп'ютером (human-computer interaction)— простір, де відбувається співпраця між людьми та машинами. Мета цієї співдії полягає у забезпеченні досконалої роботи та керуванні машиною з боку людини, а машина одночасно надає інформацію, яка допомагає операторам ухвалювати рішення. Прикладами цієї широкої концепції інтерфейсів користувача, є: 
- інтерактивні можливості комп'ютерних операційних систем,
- ручні інструменти,
- операторські засоби керування важким обладнанням ,
- та елементи контролю над технологічними процесами.

Конструктивні міркування, що застосовуються під час створення інтерфейсів користувача, пов'язано з такими галузями, як ергономіка, когнітивні науки та психологія.
Здебільшого, мета створення інтерфейсу користувача полягає у тому, щоби зробити інтерфейс, який спрощує (самозрозумілий), ефективний і приємний (зручний для оператора) для керування машиною так, щоби забезпечити бажаний результат. Це, зазвичай, означає, що оператор повинен застосовувати якнайменше зусиль для досягнення очікуваного здобутку, а також, аби машина зменшувала небажані наслідки для людини. З посиленням використання персональних комп'ютерів та відносним зниженням обізнаності (зацікавлення) суспільства про важкі машини, термін «інтерфейс користувача», здебільшого, передбачає графічний інтерфейс користувача, тоді як промислові панелі керування та засоби контролю за обладнанням, частіше стосуються (HMI) людино-машинної взаємодії.
Інші терміни для інтерфейсу користувача — це інтерфейс «людина-машина» (MMI), коли відповідним пристроєм, є комп'ютерний інтерфейс «людина-комп'ютер».

## Термінологія
Існує різниця між інтерфейсом користувача й інтерфейсом оператора або людино-машинною взаємодією (HMI).
- Термін «інтерфейс користувача» часто застосовується стосовно (персональних) комп'ютерних систем та електронних пристроїв.
- Якщо мережа обладнання або комп'ютерів, взаємопов'язані через систему MES (Manufacturing Execution System) або Host для відбиття інформації.
- Інтерфейс «людина-машина» (HMI) зазвичай, є окремим для однієї машини чи частини обладнання, та є способом взаємодії між людиною та обладнанням/машиною.

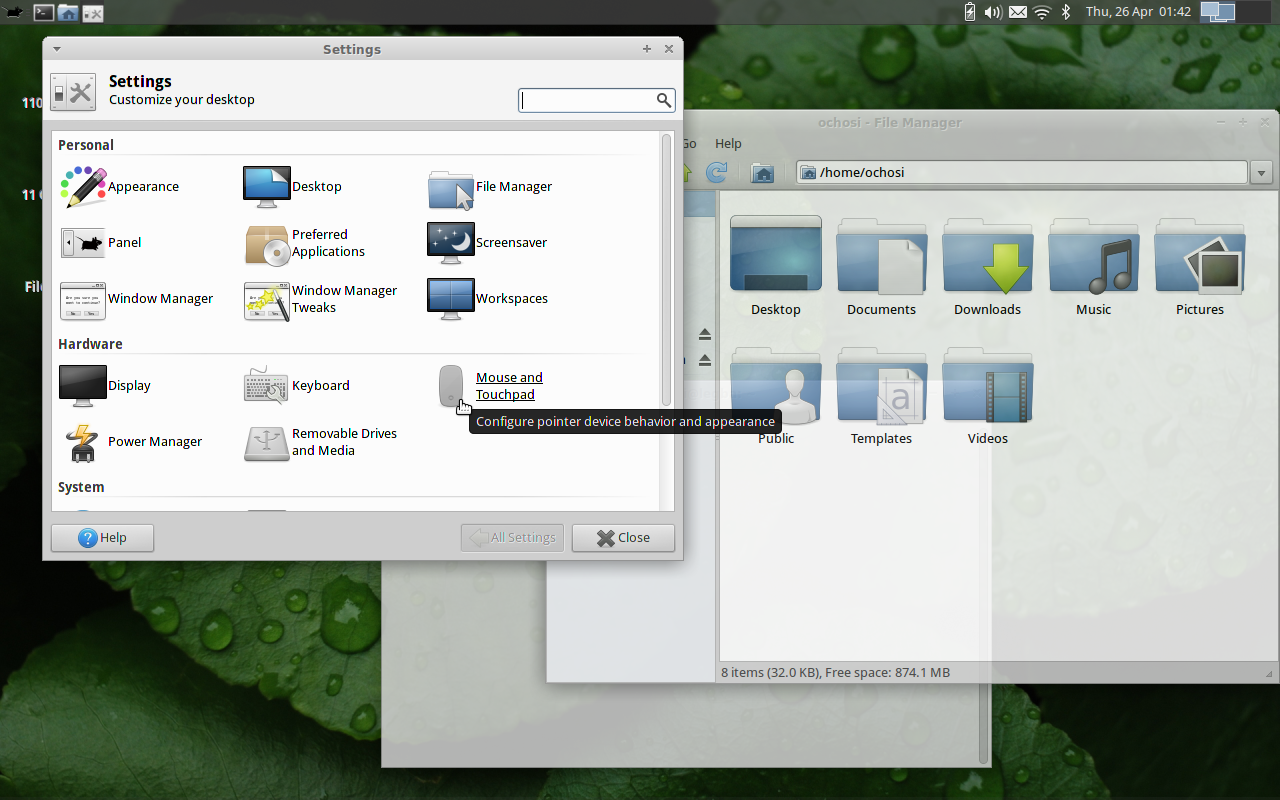
Графічний інтерфейс користувача, що слідує за метафорою стільниці

- Інтерфейс оператора — це спосіб взаємодії, за допомогою якого, можна отримати доступ або керувати багатьма Графічний інтерфейс користувача, що слідує за метафорою стільницімеханізмами, які пов'язані із системою контролю Host.
- Система може мати кілька інтерфейсів для обслуговування різних користувачів. Наприклад, комп'ютеризована бібліотечна база даних, може містити два інтерфейси користувача — один для керівників бібліотек (обмежений набір функцій, прилаштований для простоти використання), а інший для працівників бібліотеки (широкий набір можливостей, пристосованих для продуктивності роботи)
- Інтерфейс користувача механічної системи, транспортного засобу або промислової установки, іноді називають інтерфейсом «людина-машина» (HMI). Інші терміни, що використовуються, — консоль інтерфейсу оператора (OIC) та інтерфейсний термінал оператора (OIT). Однак це скорочено — терміни стосуються «шару», який відокремлює людину, що керує машиною, із самою машиною[2]. Без прозорого та зручного інтерфейсу, люди не зможуть співдіяти з інформаційними системами.

У науковій фантастиці НМІ інколи, використовується для позначення того, що краще змалювати як прямий нейронний інтерфейс. Проте, це останнє застосування, спостерігається у зростальному використанні щодо (медичних) протезів — штучного розширення, яке замінює відсутню частину тіла (наприклад, кохлеарні імплантати).
У деяких випадках, комп'ютери можуть спостерігати за користувачем і реагувати відповідно до його дій без особливих команд. Тут треба застосовувати засоби відстеження частин тіла, й задля цього, дослідно використовуються давачі, які вказують на положення голови, напрямок погляду тощо.

## Якість
Досконалі інтерфейси мають такі ознаки:
1. Ясність. Інтерфейс дозволяє уникати двозначності, та робить все зрозумілим через мову, потік, ієрархію та метафори для зорових елементів.
2. Виразність. Легко зробити інтерфейс прозорим, завдяки надмірному уточненню та позначенню всього, але це призводить до його роздування, де одночасно на екрані є надто багато елементів. Якщо на екрані занадто багато елементів, то знайти те, що ви шукаєте, важко і через це, інтерфейс стає нудним у використанні. Справжнє завдання у створенні досконалого інтерфейсу полягає в тому, щоб одночасно зробити його і стислим і зрозумілим.
3. Знайомство. Навіть якщо хтось використовує інтерфейс вперше, певні застосунки, насправді, можуть бути знайомі. Приклади з реального життя, може бути втілено для передавання значення.
4. Відповідність. Відмінний інтерфейс не повинен бути млявим. Це означає, що він мусить забезпечити користувача хорошим зворотним зв'язком відносно того, що саме відбувається, та чи успішно обробляються введені дані користувача.
5. Послідовність. Важливо, щоби ваш інтерфейс було узгоджено з вашою програмою, оскільки він дозволяє користувачам розпізнавати шаблони використання.
6. Естетика. Хоча вам і не потрібно, створювати привабливий інтерфейс, щоби він виконував своє завдання та робив щось добре, але час, який витрачають користувачі за допомогою вашої програми, буде приємнішим; і більш задоволені користувачі, можуть робити лише добрі справи.
7. Продуктивність. Час — це гроші, і класний інтерфейс повинен зробити користувача плідним, за допомогою ярликів та гарного дизайну.
8. «Прощення». Гарний інтерфейс не повинен карати користувачів за їхні помилки, але мусить надавати засоби задля їх усунення.

## Види інтерфейсів
- Інтерфейс прямої обробки — це назва загального класу інтерфейсів користувача, який дозволяє користувачам орудувати наданими їм об'єктами, з використанням дій, котрі принаймні, відповідають фізичному світу.[5]

- Графічні інтерфейси користувача (GUI) приймають вхідні дані за допомогою таких пристроїв, як комп'ютерна клавіатура та миша, й забезпечують графічну підтримку на моніторі комп'ютера. У GUI-дизайні, широко застосовуються щонайменше, два різні принципи: об'єктно-орієнтовані інтерфейси користувача (OOUI) й інтерфейси, спрямовані на додатки.

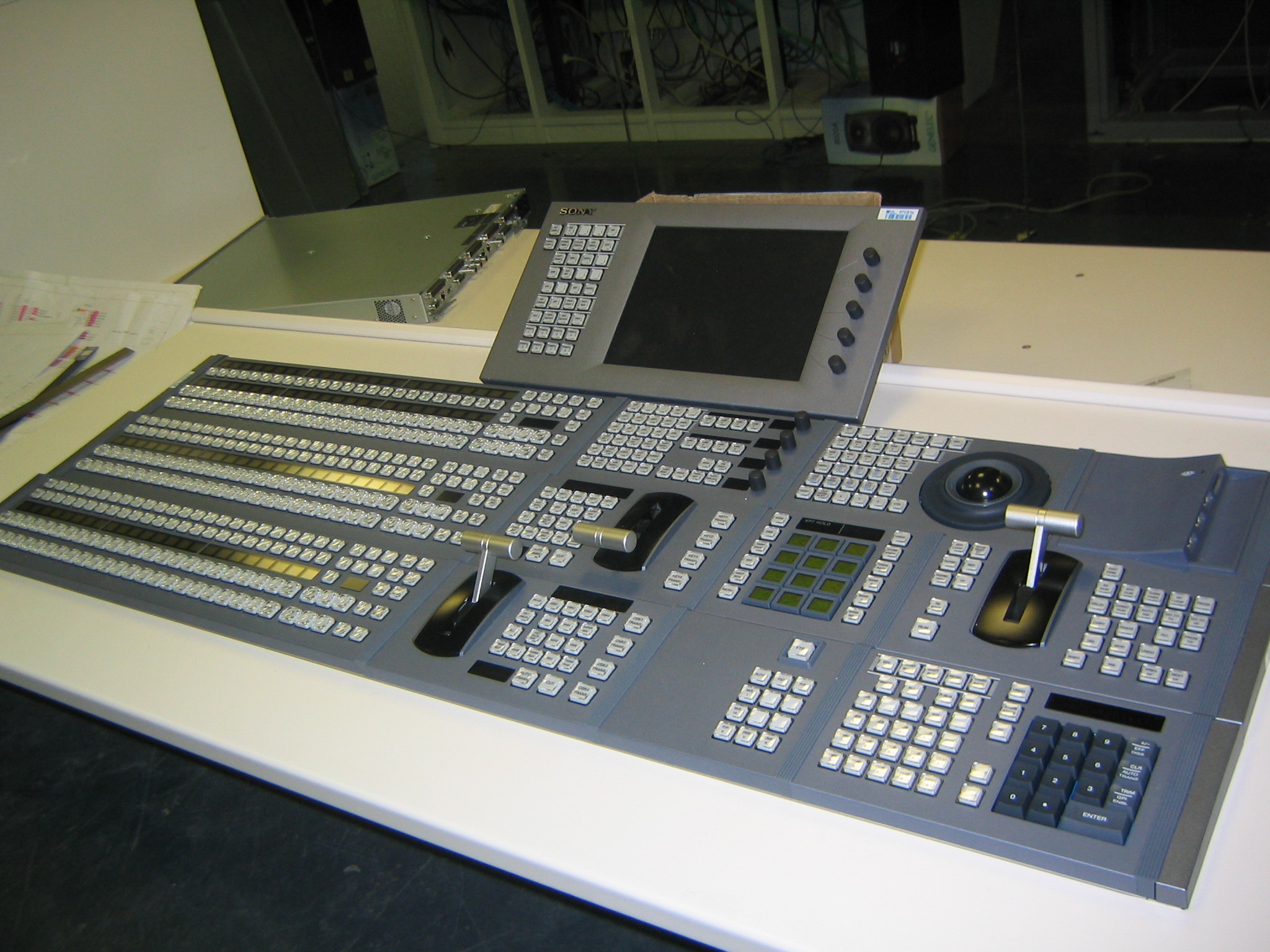
HMI для виробництва відео

- Веб-інтерфейси користувача або веб-інтерфейси користувача (WUI), які приймають вхідні дані та забезпечують виведення, створенням веб-сторінок, котрі передаються інтернетом і проглядаються користувачем за допомогою програми веб-браузера. У нових втіленнях, використовуються: PHP, Java, JavaScript, AJAX, Apache Flex, NET Framework, або подібні технології для забезпечення керування у дійсному часі в окремій програмі, що усуває HMI для виробництва відеопотребу відновлення традиційного веб-браузера на основі HTML. Адміністративні веб-інтерфейси для веб-серверів, серверів і мережевих комп'ютерів, часто називаються панелями керування.

- Сенсорні екрани — дисплеї, які приймають введення, дотиком пальців або стилусом. Використовуються у все більшій кількості мобільних пристроїв і багатьох інформаційних засобах точок продажу, промислових процесах і машинах, пристроях самообслуговування тощо.

- Інтерфейси командного рядка, де користувач надає вхідний сигнал, введенням командного рядка за допомогою комп'ютерної клавіатури, а система забезпечує виведення, шляхом відбиття тексту на моніторі комп'ютера. Застосовується програмістами та системними адміністраторами в інженерних і наукових середовищах, а також технічно просунутими користувачами персональних комп'ютерів.

- Сенсорний інтерфейс користувача, це графічні інтерфейси, що використовують сенсорну панель або сенсорний екран як об'єднаний пристрій введення і виведення. Вони доповнюють або замінюють інші способи виведення тактичними методами зворотного зв'язку. Застосовується у комп'ютерних тренажерах та інше.

- Апаратні інтерфейси — фізичні, просторові інтерфейси, присутні на виробах у повсякденному житті від тостерів, до приладових панелей автомобілів чи кабін літаків. Вони, переважно, є поєднанням ручок, кнопок, слайдерів, перемикачів, джойстиків і сенсорних екранів.

- Спостережні інтерфейси користувача, керують увагою користувача певними способами: вирішення миті переривання користувача, різними видами застережень та рівнем докладності повідомлень, наданих оператору.

- Пакетні інтерфейси, є неінтерактивними інтерфейсами користувача, де він заздалегідь, задає всі деталі пакетного завдання для пакетної обробки і отримує висновок, коли всю обробку виконано. Комп'ютер не запитує подальше введення, після початку обробки.

- Розмовні інтерфейси дозволяють користувачам керувати комп'ютером за допомогою: звичайного допису (наприклад, за допомогою текстових повідомлень або чатів), чи голосових команд, замість графічних елементів. Ці інтерфейси часто наслідують людські розмови.
- Агенти діалогового інтерфейсу, намагаються персоналізувати комп'ютерний інтерфейс у вигляді анімованої особи, робота або іншого персонажа (наприклад, Microsoft Clippy the paperclip) і представляють взаємодії в діалоговій формі.

- Перехресні інтерфейси — графічні інтерфейси користувача, в яких основне завдання полягає у перетині меж, а не зосередженні на вказівках.

- Інтерфейси жестів, це графічні інтерфейси користувача, які приймають вхідні дані у вигляді порухів руки або миші, накреслених за допомогою комп'ютерної миші чи стилуса.

- Голографічні інтерфейси користувача, забезпечують вхід для електронних або електромеханічних пристроїв, передаванням пальця через відтворені голографічні зображення того, що в іншому випадку, було б тактильним керуванням цими пристроями, які вільно плавають у повітрі, виявленим джерелом хвилі та без доторку.

- Інтелектуальні інтерфейси користувача, це людино-машинні інтерфейси, які спрямовано на підвищення якості, продуктивності і природності взаємодії між людиною та машиною, за допомогою уявлення, обґрунтування і впливу на моделі користувача, домену, завдання, дискурсу і середовища (наприклад, графіки, природна мова, жест).

- Інтерфейси відстеження руху, визначають порухи тіла користувача і втілюють їх у команди, які у 2010-і роки розроблялися Apple.

- Багато-екранні інтерфейси, використовують кілька дисплеїв для забезпечення більш гнучкої взаємодії. Це часто застосовується у взаємодії з комп'ютерними іграми як у комерційних аркадах, так і останнім часом, на портативних ринках.

- Некомандні інтерфейси користувача, які стежать за користувачем, аби вивести його / її потреби і наміри, та не вимагають, щоби він створював явні команди.

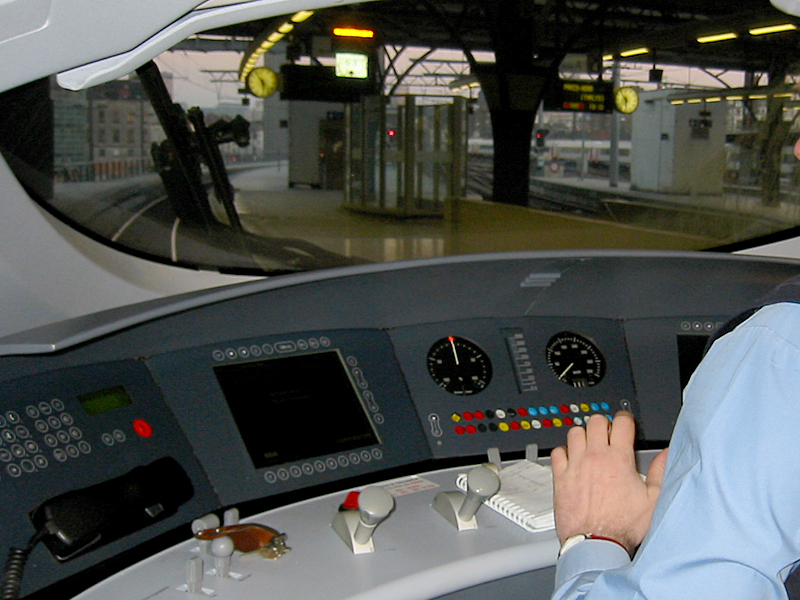
Сучасна людино-машинна взаємодія ICE

- Об'єктно-орієнтовані інтерфейси користувача (OOUI) засновані на метафорах об'єктно-орієнтованого Сучасна людино-машинна взаємодія ICEпрограмування, та дозволяють користувачам керувати імітованими об'єктами та їхніми властивостями.

- Рефлексивні інтерфейси користувача, в яких користувачі контролюють і перевизначають всю систему лише через призначений для користувача інтерфейс, наприклад, для зміни власних командних дієслів. Здебільшого, це можливо лише із дуже дорогими графічними інтерфейсами.

- Інтерфейс пошуку — це відбиття вікна пошуку на сайті, а також зорове представлення підсумків пошуку.

- Матеріальні інтерфейси, більше зосереджені на сенсорному та фізичному середовищі, або його елементі.

- Інтерфейси, спрямовані на завдання, являють собою інтерфейси користувача, які усувають проблему інформаційного перевантаження метафори робочого столу, та роблять завдання, а не файли, основною одиницею взаємодії.

- Текстові інтерфейси користувача є інтерфейсами, які виводять допис. Вони можуть містити інтерфейс командного рядка, або текстове WIMP-середовище.

- Голосові інтерфейси користувача, які приймають введення та забезпечують виведення, створенням голосових підказок. Введення користувачем, здійснюється натисканням клавіш або кнопок чи виконується словесно.

- Інтерфейс на природній мові (natural language)— застосовується для пошукових систем і на веб-сторінках. Користувач вводить запитання і чекає на відповідь.

- Інтерфейси з нульовим входом, отримують вхідні дані з набору давачів, а не з запитань користувача у діалоговому вікні.

- Масштабовані інтерфейси користувача — це графічні інтерфейси, де об'єкти представлено на різних рівнях масштабу та деталювання, а користувач може змінювати масштаб області перегляду[6].

## Успіхи і вади інтерфейсів користувача

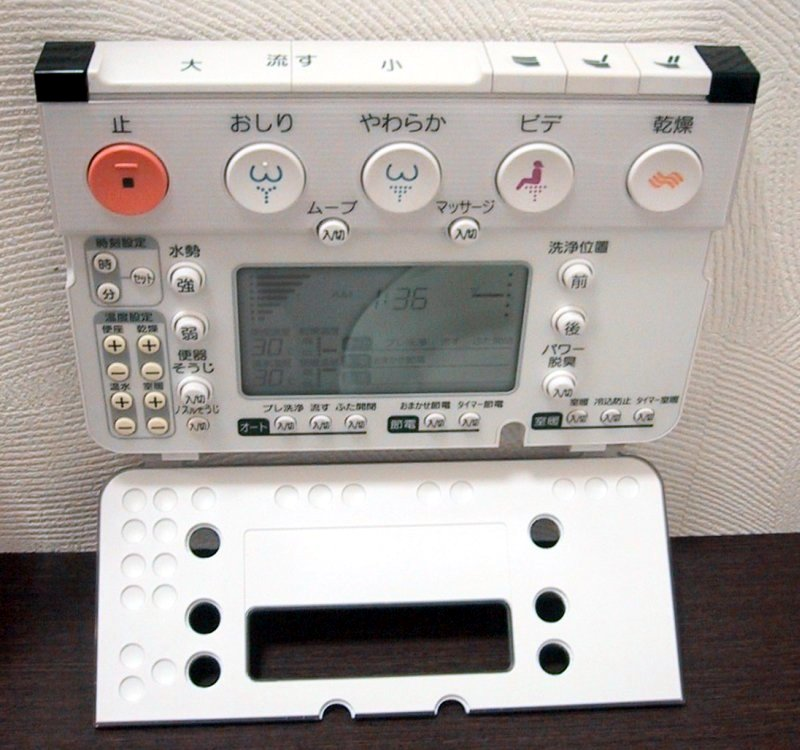
HMI туалету в Японії

Успіх технічного продукту залежить не лише від певних чинників: ціни, надійності і терміну служби, але також від керованості та зручності використання. Інтерфейс може бути пояснений інтуїтивно сам собою, без будь-яких зусиль з навчання. Наприклад, попри свою поширеність і простоту, вимикач освітлення не є досконалим для користувача інтерфейсом, а лише компромісом цільової суперечності. Це пов'язано з тим, що перемикач мав би бути встановленим безпосередньо на пристрої, який треба увімкнути, тобто на самому світильнику (так щоби вам не довелося його шукати). З іншого боку, він повинен бути поряд з дверима (там, де він зазвичай, і є), завдяки чому, вам не потрібно шукати світловий прилад у темряві.
Сенсорний екран є настільки ж відомим, але і недосконалим інтерфейсом. Наприклад, за натискання на значок екрану для електронної пошти, викликається програма, яка витягує поштові повідомлення. Але під час торкання іконки, палець затуляє сам значок. Зазвичай, це не викликає перешкод, але точне креслення або запис пальцями на екрані, неможливі.
Щодо довговічних виробів, інтерфейси користувача, удосконалюються протягом багатьох років. Наприклад, два перемикачі, які ще було поширено у 1980-і роки, на початку 2000-х років, стали відсутніми в аудіо- або відеоплеєрах: дію перемикачів для переходу на попередню чи наступну доріжку (трек) було вбудовано у вимикач для швидкого перемотування. Через це, інтерфейс користувача став більш складним, оскільки кожна з обох кнопок, тепер виконує два завдання. Під час розроблення інтерфейсів користувача, як і у цьому прикладі, скорочення грає головну роль: звуження управління складною машиною лише до кількох засобів керування, може полегшити базову працездатність, але зазвичай, не виправдовує складність.
За допомогою дуже складних операційних систем сучасних комп'ютерів, такі цільові суперечності вирішуються двома категоріями інтерфейсів користувача: один показує йому значки - паперовий кошик, теки та інше, тобто те, що він може відразу зрозуміти і використовувати без будь-яких зусиль з вивчення , наприклад натискання «Посилання» відкриває цільову веб-сторінку. Інший вид, дозволяє йому глибоко зануритися до комп'ютерної системи через інтерфейс командного рядка, але вимагає великої навчальної роботи. Наприклад, taskkill / F / IM iexplore.exe, завершує усі процеси, пов'язані з Internet Explorer у системі.

## Інтерфейси користувачів у мобільних пристроях
- HTC Sense
- MIUI